# Tvrđava (album)
Tvrđava je 17. studijski album grupe Crvena jabuka. Bend je nastavio uspješnu suradnju s Mirkom Šenkovskim Jeronimom koji je autor većine pjesama, a s frontmenom Draženom Žerićem potpisuje i glavni dio aranžmana. Uz Larisu Pašalić i Marina Meštrovića, i producenti izdanja.
Promociju novih pjesama organizirali su pod zaštitnim maskama u Sarajevu, a zbog epidemioloških preporuka koje su bile na snazi u gotovo cijeloj regiji nije bilo puno gostiju. Naslovnu baladu, koju su radili Mirko Šenkovski Džeronimo i Dragana Kajtazović Šenkovski, Žera je snimio u duetu s glumcem Josipom Pejakovićem kojeg starije generacije pamte po monodramama Oj, živote, On meni nema Bosne i dr.
Album je objavljen u listopadu 2020. u izdanju Croatia Recordsa.

## Pozadina
Nakon uspješne turneje za prethodni album, grupa je pripremala materijal za novi album. Paralelno s tim, frontmen Dražen Žerić otvorio je Žera bar s temom EX-YU i strane rock glazbe.

## O albumu
Regionalne zvijezde su kombijem prešle skoro 5000 kilometara, u teškim uvjetima zbog pandemije koronavirusa, povezujući slikom i pjesmom nekoliko gradova u regiji.
Još jedna skladba, Aleje ljubavi, u kojoj Žera gostuje kod Željka Samardžića, zatresla je radijski i televizijski eter. U pjesmi Gloria gostuje Bojan Žerić Zer0, u pjesmi Ljeto recitira Rijad Gvozden, a u pjesmi Što ako poljubaca nema Alen Hrbinić.
Album su pratili spotovi za naslovnu skladbu, Ostat ću željan, Nebesko platno, Moj brate, Radio ljubav, Ljeto, Miris Bosna u sine šatre i Gloria.